# The Electric Warlock Acid Witch Satanic Orgy Celebration Dispenser
Albums de Rob Zombie
Venomous Rat Regeneration Vendor
(2013)
The Electric Warlock Acid Witch Satanic Orgy Celebration Dispenser est le sixième album studio de l'ex-chanteur de White Zombie, Rob Zombie, sorti le 29 avril 2016.

## Liste des chansons
| No  | Titre                                                 | Durée |
| --- | ----------------------------------------------------- | ----- |
| 1.  | The Last of the Demons Defeated                       | 1:33  |
| 2.  | Satanic Cyanide! The Killer Rocks On!                 | 2:58  |
| 3.  | The Life and Times of a Teenage Rock God              | 2:54  |
| 4.  | Well, Everybody’s Fucking in a U.F.O.                 | 2:43  |
| 5.  | A Hearse Overturns with the Coffin Bursting Open      | 1:30  |
| 6.  | The Hideous Exhibitions of a Dedicated Gore Whore     | 2:46  |
| 7.  | Medication for the Melancholy                         | 2:26  |
| 8.  | In the Age of the Consecrated Vampire We All Get High | 2:15  |
| 9.  | Super-Doom-Hex-Gloom Part One                         | 1:29  |
| 10. | In The Bone Pile                                      | 2:33  |
| 11. | Get Your Boots On! That’s the End of Rock and Roll    | 2:46  |
| 12. | Wurdalak                                              | 5:30  |

## Personnel
- Rob Zombie : chant
- John 5 : guitare
- Piggy D. : basse
- Ginger Fish : batterie, percussions